# (1781) Van Biesbroeck
(1781) Van Biesbroeck es un asteroide que forma parte del cinturón de asteroides y fue descubierto el 17 de octubre de 1906 por August Kopff desde el observatorio de Heidelberg-Königstuhl, Alemania.

## Designación y nombre
Van Biesbroeck se designó al principio como A906 UB.
Posteriormente, fue nombrado en honor del astrónomo estadounidense de origen belga George Van Biesbroeck (1880-1974).

## Características orbitales
Van Biesbroeck orbita a una distancia media de 2,395 ua del Sol, pudiendo alejarse hasta 2,652 ua. Su excentricidad es 0,1071 y la inclinación orbital 6,946°. Emplea 1354 días en completar una órbita alrededor del Sol.